# Lingvist
Lingvist是一個線上多國語言學習平台，自2014年開始於世界各地陸續提供免費測試版使用。
2015年8月，Lingvist提供各種語言學習，例如英語、愛沙尼亞語、法語、德語和俄語的入門課程。
截至2018年4月，已有10幾種語言配對。

## 教學模式
Lingvist的教學方法有幾個大方向：
- 快速偵測使用者程度
- 計算人類的遺忘曲線提供個人化複習
- 單字卡輸入
- 挑戰區聽說讀練習。

Lingvist是利用大數據統計出世界上最常被使用的單字。
Lingvist的依照大數據分析各種文章來源，如字幕或文章，以確定詞彙被使用的頻率。
作為一種自學工具，Lingvist運用大數據及AI人工智慧演算法提供快速偵測用戶程度，並提供適合等級的課程。用戶會重複忘記或寫錯的單字，並學習到需要被複習的單字。

## 歷史發展
- Lingvist於2013年由MaitMüntel共同創立，MaitMüntel是一名物理學家，參與了在歐洲核子研究組織（CERN），Ott Jalakas和Andres Koern確定Higgs-Boson的團隊。

- Lingvist的原型是由愛沙尼亞物理學家MaitMüntel在瑞士生活並學習法語的時候創建的。[6]

- 2014年，SmartCap，Nordic VC Inventure和其他投資者籌集了100萬歐元用於繼續開發該工具。[7]

- 作為Horizon 2020計劃的一部分，Lingvist於2015年6月宣布了來自歐盟的額外160萬歐元資金。[8]

- 2017年3月，由網路家庭國際資訊股份有限公司（英語：PChome Online Inc.，縮寫： PChome Online ）代理，正式於台灣上線，提供免費版服務。

- 2017年9月，針對台灣多益考試市場，Lingvist推出「TOEIC 多益必備單字」付費方案，Lingvist藉由AI人工智慧技術分析使用者單字量，而使用者可依學習目標，選擇不同的付費方案。[9]

- 2018年3月，全新無限版付費方案上線，Lingvist分為兩種使用方式，免費版及無限版，無限版可在購買的使用期限中，無限次數的使用其中的內容及課程，課程內容包含原本基礎常用字彙的一般課程、多益英文外，新增商業英語以及將陸續推出的海外生活英文和旅遊英文等主題式課程。[10]

## 得獎
- 2013年3月，Lingvist的項目獲得了9,900歐元的Prototron Grant，用於資助他們的初始原型。[11]

- 2014年3月，Lingvist由Techstars London Accelerator Program精心挑選。[12]

- 2015年10月，Lingvist團隊被愛沙尼亞的塔林創業獎授予“最耀眼的創業公司”(brightest startup)。[13]

## 外部連結
- 官方网站
- Lingvist Blog （页面存档备份，存于）